# 瓦納塔 (印第安納州)
瓦納塔（英語：Wanatah）是一個位於美國印第安納州拉波特縣的城鎮。

## 人口
根據2010年美國人口普查的數據，瓦納塔的面積為3.68平方千米，當中陸地面積為3.68平方千米，而水域面積為0.00平方千米。當地共有人口1048人，而人口密度為每平方千米285人。